# فرنسيسكو إدواردو فينيغاس
فرنسيسكو إدواردو فينيغاس (بالإسبانية: Francisco "Paco"Venegas) هو لاعب كرة قدم مكسيكي في مركز الدفاع، ولد في 16 يوليو 1998 في Acámbaro ‏ في المكسيك. لعب مع نادي باتشوكا.

## وصلات خارجية
- فرنسيسكو إدواردو فينيغاس على موقع ناشيونال فوتبول تيمز (الإنجليزية)
- فرنسيسكو إدواردو فينيغاس على موقع Soccerway.com (الإنجليزية)
- فرنسيسكو إدواردو فينيغاس على موقع AS.com (الإسبانية)